# Nildottie
Nildottie är en ort i Australien. Den ligger i kommunen Mid Murray och delstaten South Australia, omkring 100 kilometer öster om delstatshuvudstaden Adelaide. Antalet invånare är 142.
Trakten runt Nildottie är nära nog obefolkad, med mindre än två invånare per kvadratkilometer.. Närmaste större samhälle är Swan Reach, omkring 13 kilometer norr om Nildottie.
Trakten runt Nildottie består till största delen av jordbruksmark. Genomsnittlig årsnederbörd är 363 millimeter. Den regnigaste månaden är februari, med i genomsnitt 59 mm nederbörd, och den torraste är december, med 8 mm nederbörd.